# Альрауне (фильм, 1930)
Альрауне (нем. Alraune) — немецкий научно-фантастический фильм ужасов 1930 года, поставленный режиссёром Рихардом Освальдом по роману Ганса Хайнца Еверса 1911 года «Альрауне. История одного живого существа» с Бригиттой Гельм в главной роли, которая в 1928 году сыграла эту же роль в одноимённом фильме режиссёра Генрика Галеена.

## Сюжет
Альрауне появилась на свет в результате эксперимента по искусственному оплодотворению спермой повешенного серийного убийцы яйцеклетки проститутки. Девушка воспитывается тайным советником Бринкеном, одним из ученых, который её создал, как будто его внука. Став взрослой, Альрауне соблазняет мужчин, которые теряют из-за неё голову, включительно с ответственными за эксперимент. Когда очаровательная женщина-вамп влюбляется в лейтенанта Бринкена, обаяние её злой натуры, кажется, ломается. Но, осознав свое истинное происхождение, молодая женщина накладывает на себя руки.

## В ролях
- Бригитта Хельм — Альрауне Бринкен
- Альберт Бассерманн — тайный советник
- Харальд Паульзен — Фрэнк Браун
- Адольф Э. Личо — присяжный поверенного Манассе
- Агнес Штрауб — Фюрстина Волконски
- Бернхард Гёцке — доктор Петерсен
- Мартин Кослек — Вольфганг Петерсен
- Кете Хаак — фрау Распе
- Иван Коваль-Самборский — Распе
- Лизелотта Шаак — Ольга Волконски
- Пол Вестермайер — фон Вальтер
- Генри Бендер — трактирщик
- Эльза Бассерманн — леди